# 14365 Jeanpaul
A 14365 Jeanpaul (ideiglenes jelöléssel 1988 RZ2) a Naprendszer kisbolygóövében található aszteroida. Freimut Börngen fedezte fel 1988. szeptember 8-án.